# Relations entre le Mexique et la Norvège
Les relations entre le Mexique et la Norvège sont les relations diplomatiques entre le Mexique et le royaume de Norvège.

## Histoire
Le Mexique et la Norvège ont établi des relations diplomatiques en 1906. Le Mexique a une ambassade à Oslo. La Norvège a une ambassade à Mexico.